# القربان المقدس

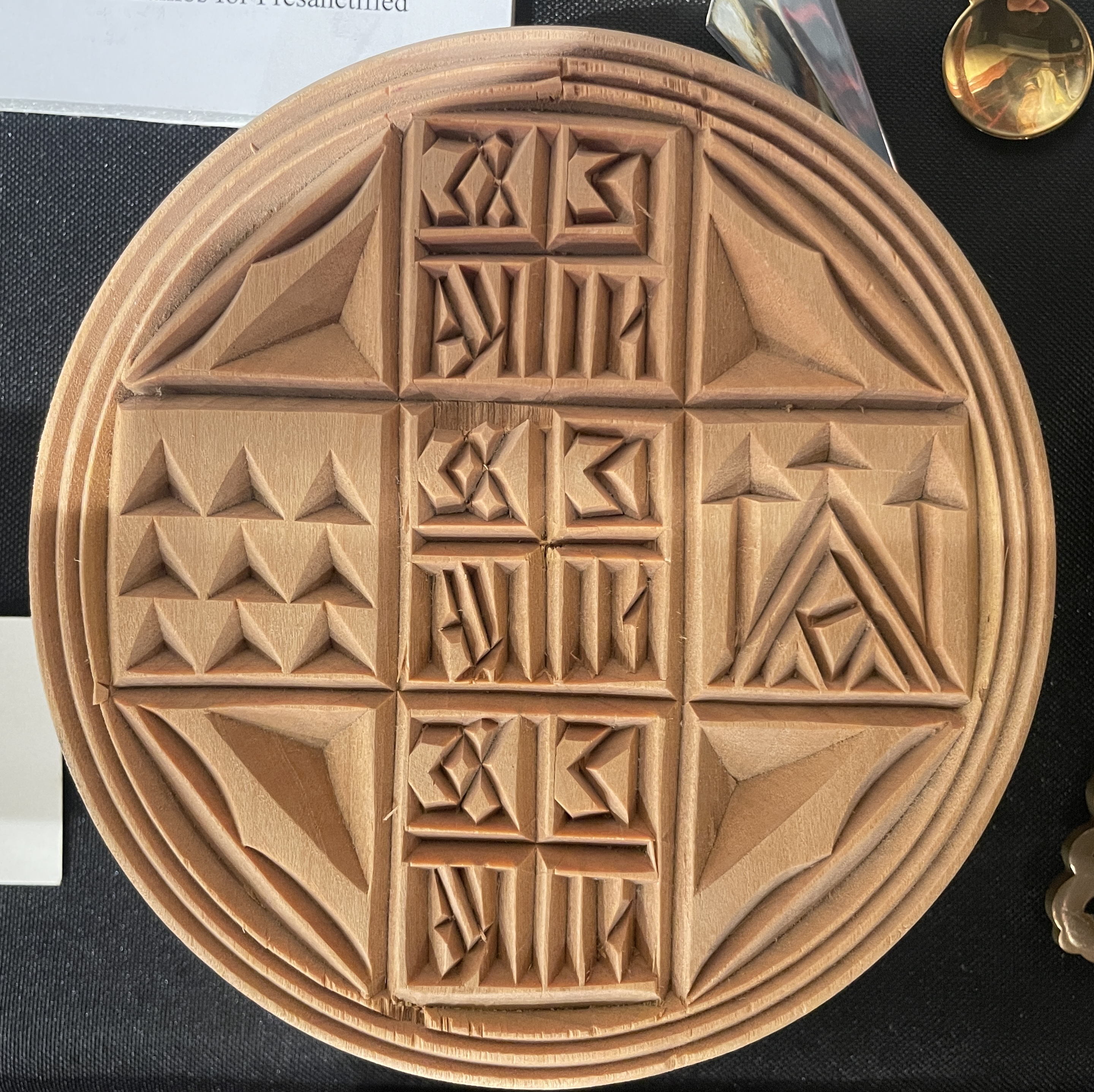
ختم البروسفورا على الطراز اليوناني، لرغيف واحد كبير: في المنتصف يوجد الحمل (الرمز: Christogram)، وعلى يمين المشاهد توجد باناجيا (الرمز: ΜΘ (Μήτηρ Θεοῦ))، على اليسار توجد صفوف الملائكة التسعة (الرمز: تسعة مثلثات)، وفي الأعلى والأسفل توجد حملان إضافية للتقديس المسبق (الرمز: الصورة المسيحية المذكورة). سيتم عكس مواقع الباناجيا والرتب التسعة عند تكوين الانطباع.

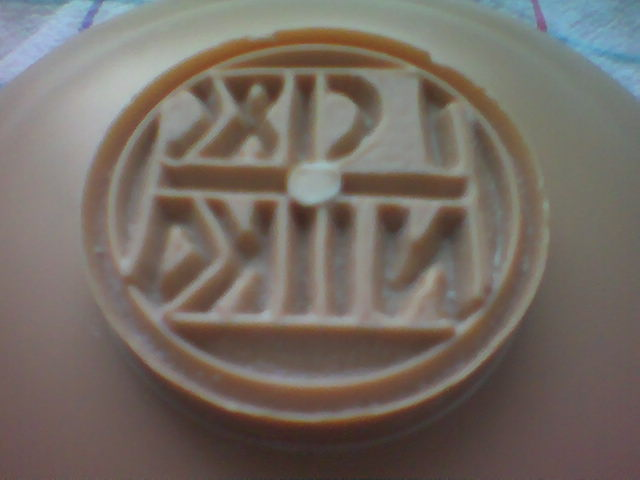
ختم البروسفورا على الطريقة الروسية، لخمسة أرغفة صغيرة متطابقة

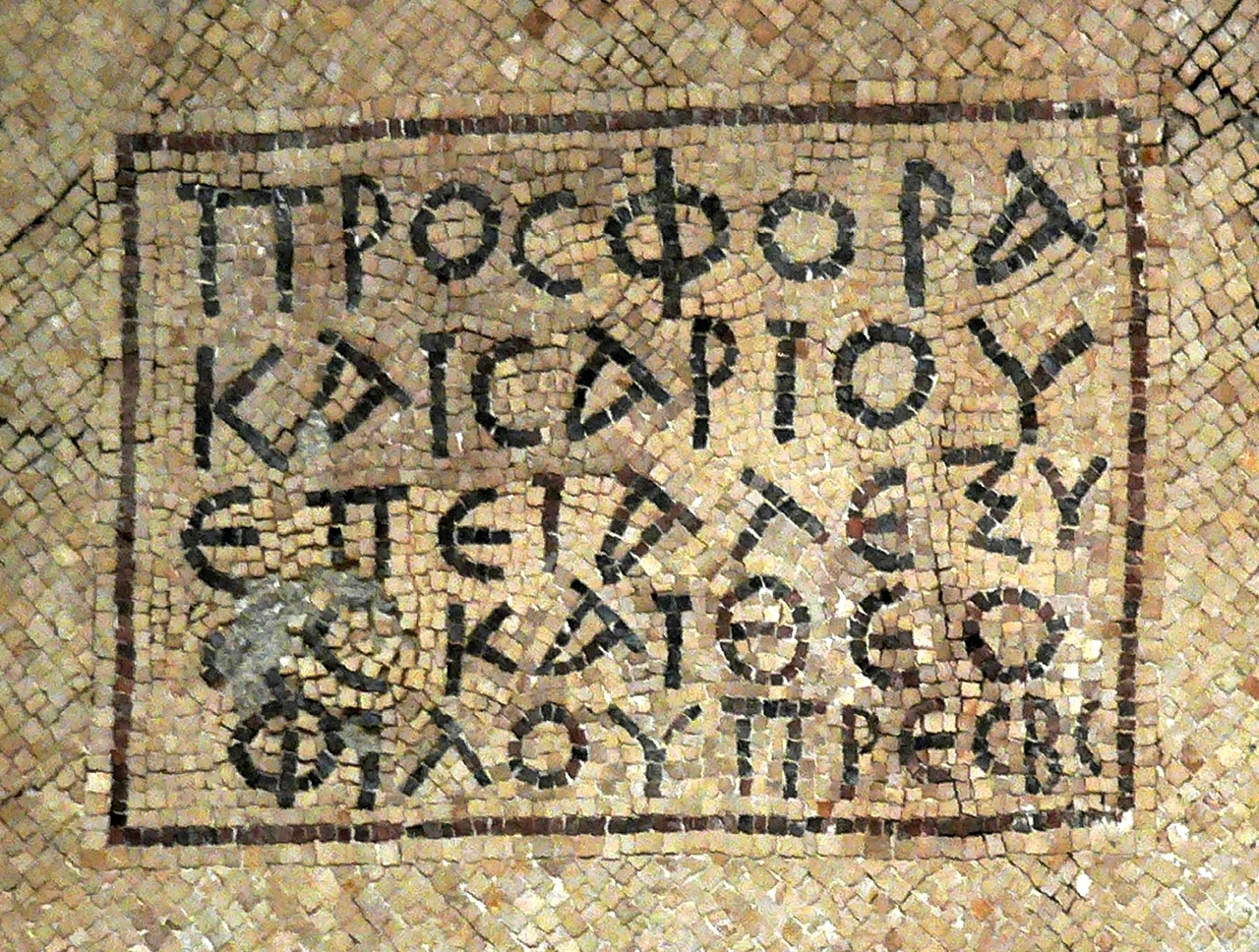
جبل نيبو (الأردن) دير بروسفورا من القرن الخامس نقش باللغة اليونانية : "تقدمة قيصريوس، في زمن ألكسيوس وثيوفيلوس، الكاهنين"

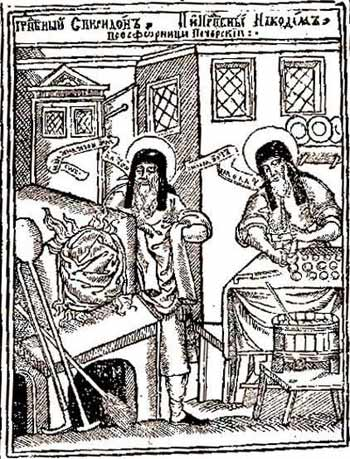
القديسان سبيريدون ونيقوديموس، خبازا خبز التقدمة في دير كهوف كييف

يتم تحضير القربان المقدس او البروسفرون من أربعة مكونات فقط، دقيق القمح (الأبيض)، الخميرة ، الملح ، والماء .  لم يكن الملح مستخدم في العصور القديمة  ولا يزال غير مستخدم في الكنيسة الأرثوذكسية اليونانية في القدس .
يجوز لأي عضو في الكنيسه يتمتع بسمعة طيبه، وعنده معرفة كافية بالخبز، وضميره نظيف أن يخبز خبز القربان. في كثير من الأحيان في كنيسة الرعية تتناوب النساء على خبز الخبز المقدس؛ أما في الأديرة ، فغالبًا ما يوكل رئيس الدير (رئيس الدير أو رئيسة الدير) هذه المهمة إلى واحد أو أكثر من الرهبان ذوي الحياة الفاضلة.
في جزء القداس الإلهي ( القربان المقدس ) المعروف باسم قداس التحضير ( بروسكوميديا )، يتم قطع مكعب من وسط البروسفرون، ويشار إليه باسم الحمل ( Ancient Greek: Ἀμνός, romanized: Amnos ). هذا هو الحمل اللي يُكرّس في جسد ودم ونفس ولاهوت يسوع المسيح ، ومنه يتلقى كل من رجال الدين والمؤمنين القربان الأقدس ، في حين يتم تقطيع بقية الخبز اللي لم يكرس في جسد ودم ونفس ولاهوت يسوع المسيح من أجل الأنتيدورون ، الخبز المبارك اللي يُوزّع في نهاية القداس.
- مديح
- المضيف (التناول المقدس)
- خبز الأسرار المقدسة
- كعكات الصليب الساخنة